# Châtelet (metrostation)
 For alternative betydninger, se Châtelet. (Se også artikler, som begynder med Châtelet)
Châtelet er en station på metrolinjerne 1, 4, 7, 11 og 14 i metronettet i Paris, beliggende på grænsen mellem 1. og 4. arrondissement. Hver metrolinje har sin egen dato for, hvornår «dens» station blev åbnet; 6. august 1900 (linje1), 21. april 1908 (linje 4), 16. april 1926 (linje 7), 28. april 1935 (linje 11) og linje 14 15. oktober 1998.
Stationen, som er Europas største underjordiske station, betjener også forstadstoglinjerne (RER). Den skaber forbindelse mellem tre af de fem RER-linjer samt mellem fem af de seksten metrolinjer. De tre RER-linjer, som Châtelet betjener er linje A, linje B og linje D.
Châtelet er opkaldt efter Grand Châtelet, et slot som Napoléon Bonaparte lod nedrive i 1802. Slottet bevogtede den nordlige adgang til den gamle bro Pont au Change over Seinen til Île de la Cité. Place du Châtelet har også fået sit navn fra dette slot.
I 2004 var stationen den tiende mest benyttede station på metronettet med 12,84 millioner påstigende passagerer.

## Adgang til metroen
Stationen ligger på Seinens nordlige bred, nær Île de la Cité. Den har i alt 11 indgange. Stationen er delt i to, en til linjerne 7 og 11, og en til 1, 4 og 14. Disse to dele knyttes sammen af en lang gang:
- linje 7 og 11's del befinder sig under Place du Châtelet og Quai de Gesvre (hvor havnen lå i middelalderen), ved siden af Seinen;
- den del, som trafikeres af linjerne 1, 4 og 14 ligger i retning af Rue Saint-Denis og Rue de Rivoli.

Stationen har desuden en underjordisk gang, som forbinder den med den sydlige ende af RER-stationen Châtelet - Les Halles. Denne station er igen forbundet med den nordlige ende af metrostationen Les Halles. Afstanden mellem linje 7's perron og RER-stationen er ca. 750 meter.

## Trafikforbindelser
- RATP
- N11

## Galleri
- Oversigtskort for stationen